# Píscids australs
Els Píscids australs són una pluja de meteors menor que té lloc als límits de la constel·lació del Peix austral. La pluja es pot observar entre el 15 de juliol i el 10 d'agost, amb un pic màxim en el 27 o 28 de juliol de cada any. L'estrella més propera al punt radian de la pluja és Fomalhaut. L'ascensió recta és 352,5º mentre que la declinació és -20,5º. La taxa horària zenital és de 5 i aquesta pot augmentar radicalment si el cometa es troba a prop. La velocitat de les partícules de la pluja és de 44 km/s. La primera observació registrada d'aquest fenomen va ser feta per Alexander Herschel l'any 1865 a l'hemisferi nord. La primera observació a l'hemisferi sud va ser l'any 1881 per Luís Cruls.